# Маслянокислі бактерії
Маслянокислі бактерії — група бактерій, що входить до роду Clostridium, який налічує понад 100 видів. Маслянокислі бактерії є суворими анаеробами (організми, які живуть в середовищі, що не містить вільного кисню), можуть розвиватися тільки в умовах, де виключений доступ повітря — всередині головки сиру при герметичній упаковці продукту. Другою особливістю маслянокислих бактерій є їх чутливість до кислої реакції середовища, тобто, вони можуть розвиватися лише там, де не накопичується молочна кислота. Маслянокислі бактерії можуть зброджувати молочний цукор або солі молочної кислоти. Ці солі зазвичай накопичуються в сирах при дозріванні, коли кількість вільної молочної кислоти знижується.
Тривалий час маслянокислі бактерії вважалися непатогенними, але в останні роки виявлено штами, здатні утворювати токсини.
Основним місцем існування маслянокислих бактерій є ґрунт, а також силос. Особливо багато їх у силосі низької якості, тому молоко корів, яких ним годують непридатне для виготовлення сирів. Спори маслянокислих бактерій потрапляють в молоко із частинками корму (силосом) або через гній (він спорами маслянокислих бактерій забруднює зовнішнє середовище на молочних фермах, вим'я корів тощо). При низькому рівні гігієни на фермах спори із зовнішнього середовища обов'язково потрапляють в молоко.
Під дією маслянокислих бактерій продукти набувають гіркого смаку і неприємного запаху. Разом з тим, масляна кислота, яка утворюється під дією маслянокислих бактерій, потрібна для деяких промислових цілей.